# 獏不次男
獏 不次男 （ばく ふじお、1934年4月14日 - 2011年12月19日）は、日本の小説家、詩人。本名は阿部次男。

## 略歴
青森県弘前市百石町九番地「文化堂阿部煎餅店」店主の長男として生まれた。父は阿部幸一、母はいわ。養生幼稚園、弘前市立時敏国民学校へ入学した。病弱な幼少期を送り、若くして母が死去したことから、母への追慕の念がたびたび作品に現れる。弘前市立第一中学校に入学後、当時の国鉄・NHK・東奥日報共催の作文コンクールで入賞し、NHKラジオで朗読放送をした。この時、長部日出雄（後の直木賞作家、当時弘前市立第三中学校在校）も入賞している。高校に入ると長部日出雄も青森県立弘前高等学校に入学しており、後々まで親交が続いた。弘前大学文理学部文学科卒業。卒業後は青森県の中学校の英語教師となる。1958年（昭和33年）、佐々木ノブと結婚した。後に中学教師から高校教師に転向した。青森県立三本木高等学校校長や母校弘前高校の教頭や校長も務めた。1995年（平成7年）に定年退職した。元弘前ペンクラブ会長、顧問。

## 創作活動
ペンネームの「獏不次男」は、弘前大学在学中に「弘大文芸」に投稿した小説「獏」に由来する。「不次男」は長男なのに次男という本名に対しての、ささやかな抵抗。英文学を専攻し、イギリスの作家ジョナサン・スウィフトが卒論のテーマである。自由律俳誌「鷹」「層雲」同人や池原魚眠洞の一行詩誌「視界」の創刊に参加・「弘前詩人」への投稿など詩人・俳人として活躍した。1981年（昭和56年）に初の小説「長安の夢」を執筆した。同作は新人物往来社主催・歴史文学賞の最終候補作品となっている。1985年（昭和60年）、同人誌「むうぞく」を創刊した。2001年（平成13年）に地元の東奥日報に小説を連載した。連載した「津軽太平記」は後に河出書房新社から出版され、歴史小説家としても知られるようになった。

## 著書
- 一行詩集「謎問う標識」 津軽書房 1977
- 詩集「秘密の小函」 北の街社 1982
- 風まつり 路上社 1987
- 詩集「花ものがたり」緑の笛豆本の会 2000年
- 津軽隠密秘帖 河出書房新社 2005
- 津軽太平記 みちのくの鷹 津軽為信一代記 河出書房新社 2005
- 元禄妖犬伝 -秘説忠臣蔵 河出書房新社 2006
- 時評集「白日のつぶて」 北方新方社 2007